# John Meier
John Meier (* 14. Juni 1864 in der Vahr; † 3. Mai 1953 in Freiburg im Breisgau) war ein deutscher germanistischer Mediävist und Volkskundler. Er gründete sowohl das Schweizerische als auch das Deutsche Volksliedarchiv.

## Werdegang
Er war das neunte Kind des Bremer Bürgermeisters Johann Daniel Meier. Er studierte an den Universitäten in Freiburg im Breisgau und Tübingen Germanistik, Romanistik, Anglistik, Geschichte und Anthropologie. 1888 promovierte er in Freiburg mit der Dissertation Untersuchungen über den Dichter und die Sprache der ‚Jolande’; 1891 folgte die Habilitation an der Universität Halle mit der Arbeit Studien zur Sprach- und Literaturgeschichte der Rheinlande im Mittelalter. In den darauf folgenden Jahren beschäftigte er sich intensiv mit Volksliedforschung und postulierte seine These vom gesunkenen Kulturgut. 1899 wurde er Ordinarius für deutsche Philologie an der Universität Basel und bemühte sich fortan um eine systematische Sammlung von Volksliedern. Zwischen 1905 und 1912 war er Obmann der Schweizerischen Gesellschaft für Volkskunde. 1906 gründete er das Schweizerische Volksliedarchiv. Ab 1911 leitete er den Verband deutscher Vereine für Volkskunde. 1912 wurde er Ordinarius für Volkskunde in Freiburg. 1914 gründete er dort das Deutsche Volksliedarchiv. Ab 1935 gab er eine kritisch kommentierte Sammlung deutscher Volkslieder heraus: die Edition Deutsche Volkslieder mit ihren Melodien. Daneben begründete er die Zeitschrift Jahrbuch für Volksliedforschung, nunmehr unter dem Titel „Lied und populäre Kultur / Song and Popular Culture“. Hinsichtlich der Frage, inwieweit er von 1933 bis 1945 mit der nationalsozialistischen Ideologie sympathisierte, herrscht keine Gewissheit. In der Zeit des Nationalsozialismus erhielt er 1934 die Goethe-Medaille für Kunst und Wissenschaft. Er trat für wissenschaftliche Standards in der Volkskunde ein. Auf dem 5. deutschen Volkskundetag 1938 appellierte er in diesem sowie im Sinne der Völkerverständigung an die Delegierten. In seiner Funktion als Verbandsvorsitzender kooperierte er mit der Forschungsgemeinschaft Deutsches Ahnenerbe der SS.
1948 verabschiedete er sich von der Rolle des Verbandsleiters. Dem Land Baden-Württemberg übertrug er die Schirmherrschaft über das Deutsche Volksliedarchiv, das nach Meiers Tod als staatliche Behörde weitergeführt wurde. Seit 2014 ist es als Zentrum für Populäre Kultur und Musik Teil der Albert-Ludwigs-Universität Freiburg.

## John Meiers Charakteristik des Volksliedes und der Volksballade 1935
Die zweibändige Textanthologie Balladen, Teil 1 und 2, herausgegeben von John Meier in der Reihe Das deutsche Volkslied als Band 1 und 2 und in der germanistischen Gesamtreihe Deutsche Literatur … in Entwicklungsreihen in Stuttgart bei Reclam, 1935–1936 (Nachdruck in Darmstadt bei der Wissenschaftlichen Buchgesellschaft, 1964) ist eine Kurzübersicht zur geplanten Großedition der Deutschen Volkslieder mit ihren Melodien: Balladen, von der ebenfalls 1935 der erste Halbband erscheint. Die Einführung (S. 7–34) liest sich auch heute noch (trotz zuweilen zeitbedingter Wortwahl) sehr „modern“ und ausgewogen. Die Lieder sind nicht „im Volk entstanden“, sondern Volkslied ist, und zwar ohne Rücksicht auf Herkunft, das, was „volkläufig [volksläufig, d. h. über einen längeren Zeitraum populär geblieben] geworden ist“. Zwar gibt einen Schöpfer des Textes [und der Melodie, deren Bedingungen hier ausgeklammert werden; für die Großedition werden ab 1935 eigene Kommentare auch zu den Melodien erarbeitet], aber hier es um „Kollektivlied und Gemeinschaftsbesitz“. Volkslied ist eine „Augenblicksform“ (S. 7). Es folgt ein Abriss der Geschichte des Volksliedes von den Heldenliedern und frühen geschichtlichen Liedern, von frühen lateinischen Quellen und dem „Wineliet“ zur Zeit Karls des Großen bis zu den ersten Belegen einer Volksballade, von der man mit einiger Sicherheit erst mit dem Kölbigk-Tanz im 11. Jahrhundert sprechen kann, die in niederdeutscher Sprache „eine deutsche Ballade“ (S. 12 f.) ist. Weitere Quellen gibt es vom 12. bis zum 14. Jahrhundert in reicherer Fülle, u. a. mit dem Lied von Kriemhilds Rache bei Saxo, mit dem Tagelied, mit dem jüngeren Hildebrandslied und dann den frühen Volksballaden, z. B. die von der ‚Frau von Weißenburg‘. Für diese und die späteren Epochen wichtig ist der Spielmann; Meier verweist dabei auf die ablehnende Stellung von Hans Naumann gegenüber dem Spielmann, dessen Rolle Meier dagegen „energisch“ (S. 19) betont. Auch im Lied tritt in der zweiten Hälfte des 14. bis zum 16. Jahrhundert eine „Verbürgerlichung“ ein (S. 21). Wichtige Zeugnisse sind die Volksballaden „Bauer ins Holz“, „Armer Judas“, parallele Belegen in Wittenweilers (Heinrich Wittenwiler) „Ring“ (S. 22 f.), der frühe Bänkelsang und das Zeitungslied – die letzteren verbreitet mit dem neuen Medium der „fliegenden Blätter“ (Flugschriften), die im 16. und 17. Jahrhundert eine bedeutende Rolle einnehmen (S. 25).
Die Stilform des Volksliedes begründet sich darin, dass „die Lieder auch in der Tat zum Teil improvisiert (Mündliche Überlieferung) und nicht schon in fester Form vorgetragen sein“ mögen (S. 27). Der „mündliche Stil“ des Volksliedes ist von der Spielmannsdichtung übernommen worden; auch im Minnesang wurde teilweise improvisiert. Das ist ein „Charakteristikum des Volksliedes“ und kunstmäßiger Gedichte, die in den Volksmund übergehen, dass sie „mit diesen Formen des mündlichen Stiles imprägniert“ werden. „Sie sind ein Zeichen der Volkläufigkeit der Lieder.“ (S. 27 f.). Im Text finden sich Merkmale von Wiederholung und Wiederaufnahme, „feste Strophen, die bei ähnlichen Situationen in gleicher Art eintreten“ (S. 28; vergleiche Epische Formel), „das formelhaft Erstarrte“ und „Wanderstrophen“ (S. 28), „die gleichen schmückenden Beiwörter“ (braun Mägdelein usw., treu, schneeweiß usw.), ebenso die „die Improvisation erleichternde“ Reimbindungen, Assonanzen, gleicher Bau von Verszeilen, gepaarte Reime, Verschmelzung von Liedteilen aus verschiedenen Liedern und so weiter (S. 29). Es gibt Aufmerksamkeitsformeln, mit denen sich der Sänger sich an das Publikum mit Fragen wendet, es gibt rhetorische Fragen im Text (Was…?) und im volkläufigen Umlauf werden Kurzformen geschaffen (Graf und Nonne, Frau von Weißenburg, Graf von Rom). Zuweilen wird der tragische in einen sentimentalen Schluss geändert, eingefügt wird das Bürgerhaus statt des Schlosses, Texte werden auf bäuerliche Verhältnisse ‚umgesungen‘. Die Überlieferung der Volksballaden bedingt, das Formen und Inhalte geändert werden, Stoffe werden ausgewählt, aber auch geändert. „So wird die einstige individuelle Form zu einer Gemeinschaftsform“ (S. 33). „Bei jedem wiederholten Singen wird das Lied gleichsam wieder vom Sänger neu geschaffen. Die Reproduktion nähert sich hier der Produktion bis zu vollständiger Deckung“ (S. 33 f.).

## Preise und Auszeichnungen
- 1934: Goethe-Medaille für Kunst und Wissenschaft
- 1952: Nationalpreis der DDR
- 1952: Großes Verdienstkreuz der Bundesrepublik Deutschland

## Werke (Auswahl)
Johannes Künzig (Bearbeiter): Verzeichnis der von John Meier 1886–1934 veröffentlichten Schriften. In: Volkskundliche Gaben. John Meier zum siebzigsten Geburtstage dargebracht, Berlin: de Gruyter 1934, S. 307–314.
- Das deutsche Soldatenlied im Felde. Straßburg 1916 (Trübners Bibliothek Bd. 4).
- Volksliedstudien. Straßburg 1917 (Trübners Bibliothek Bd. 8).
- Deutsche Soldatensprache. Karlsruhe 1917.
- Goethe, Freiherr vom Stein und die deutsche Volkskunde. Vergangenheit, Gegenwart, Zukunft. 1926.
- Balladen, Band 1–2, Reclam, Stuttgart 1935–1936 (Deutsche Literatur […] in Entwicklungsreihen). Nachdruck Wissenschaftliche Buchgesellschaft, Darmstadt 1964 (Anthologie von Volksballadentexten mit kurzen Kommentaren).
- Deutsches Volksliedarchiv und Einzelherausgeber [die Bände 1–4 unter der Leitung von John Meier]: Deutsche Volkslieder mit ihren Melodien. Balladen [DVldr; kritische Edition des gesamten Repertoires der deutschen Volksballade], Band 1 ff., Berlin 1935 ff. – Otto Holzapfel u. a.: Deutsche Volkslieder mit ihren Melodien. Balladen, Band 10, Peter Lang, Bern 1996 (mit Volksballaden-Index, Gesamtverzeichnis aller deutschsprachiger Volksballadentypen; Band 10 schließt mit der Volksballaden-Nr. 168 von insgesamt um die 300 Volksballadentypen; diese Edition wurde nicht weitergeführt).